# Typhochrestus mauretanicus
Typhochrestus mauretanicus là một loài nhện trong họ Linyphiidae.
Loài này thuộc chi Typhochrestus. Typhochrestus mauretanicus được Robert Bosmans miêu tả năm 1990.